# Dysaphis taraxaci
Dysaphis taraxaci är en insektsart. Dysaphis taraxaci ingår i släktet Dysaphis och familjen långrörsbladlöss. Inga underarter finns listade i Catalogue of Life.